# Karl Traub

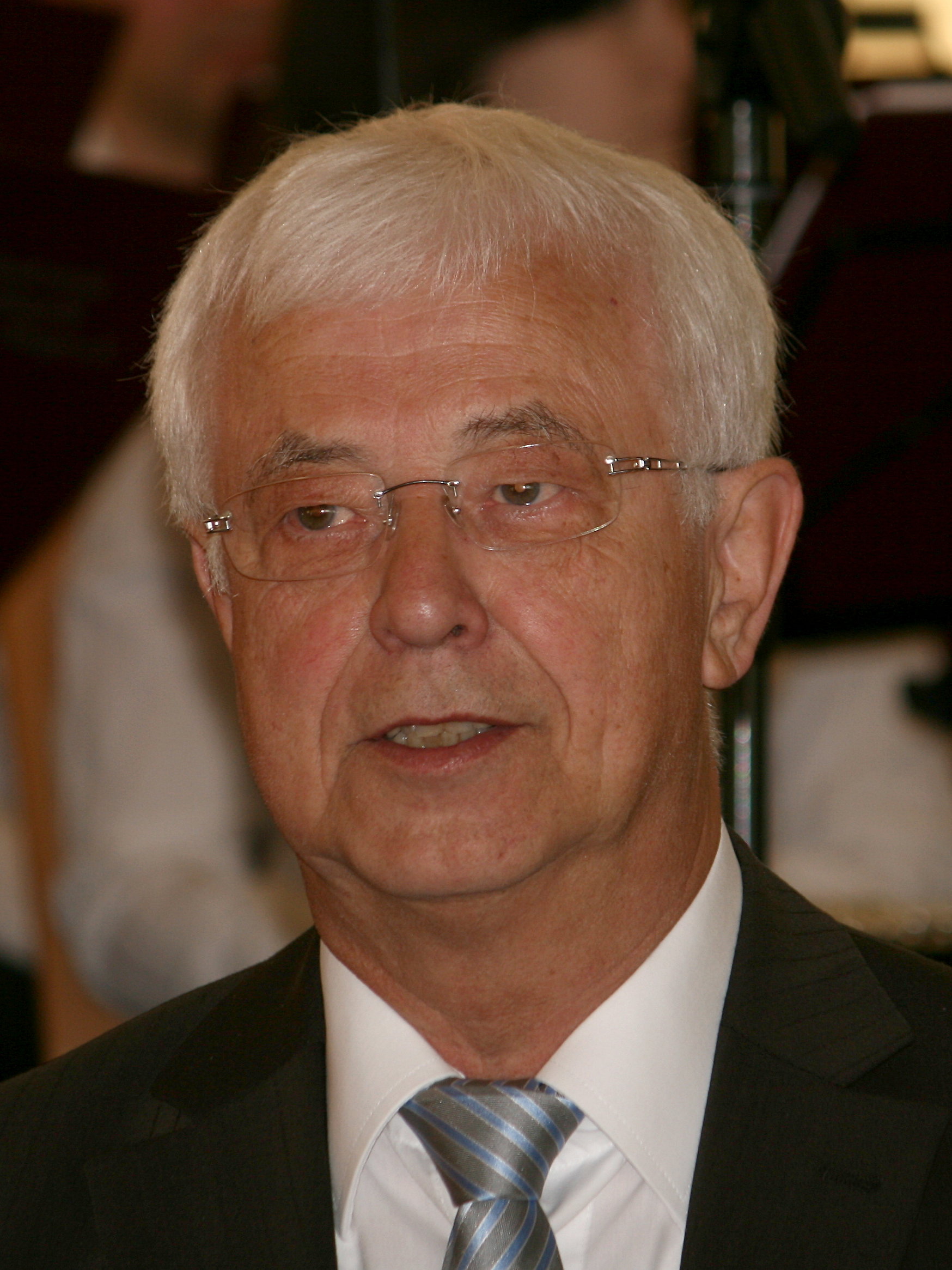
Karl Traub (2009)

Karl Traub (* 9. April 1941 in Hausen am Bussen; † 22. August 2021) war ein deutscher Politiker der CDU und Mitglied des Landtags von Baden-Württemberg von 1996 bis 2016.

## Leben und Wirken
Karl Traub schloss 1965 seine Ausbildung zum Landwirtschaftsmeister ab und wurde 1966 Bürgermeister seiner Heimatgemeinde Hausen am Bussen im Alb-Donau-Kreis. Seit 1979 war er zusätzlich ehrenamtlicher Bürgermeister der Gemeinde Unterwachingen. Im April 2009 musste er diese Posten aufgeben, da er die Altersgrenze von 68 Jahren erreichte.
1971 wurde Traub in den Kreistag des Alb-Donau-Kreises gewählt und war dort von 1978 bis 2014 Vorsitzender der CDU-Fraktion. Seit der Landtagswahl in Baden-Württemberg 1996 war Traub außerdem direkt gewählter Abgeordneter des Wahlkreises Ehingen im Landtag von Baden-Württemberg. Traub war dort Vorsitzender des Ausschusses Ländlicher Raum und Landwirtschaft.
Am 11. Mai 2011 eröffnete Traub die konstituierende Sitzung der 15. Wahlperiode des Landtags von Baden-Württemberg als Alterspräsident. Bei der Landtagswahl 2016 trat er nicht mehr an.